# Storia di una donna perduta
Storia di una donna perduta (Historia de una mala mujer) è un film del 1948 diretto da Luis Saslavsky tratta dall'opera di Oscar Wilde Il ventaglio di Lady Windermere.